# Selkirkiella carelmapuensis
Selkirkiella carelmapuensis är en spindelart som först beskrevs av Claude Lévi 1963.  Selkirkiella carelmapuensis ingår i släktet Selkirkiella och familjen klotspindlar. Inga underarter finns listade i Catalogue of Life.